# Koniarky
Koniarky (1535 m n. m.) je hora v Malé Fatře na Slovensku. Nachází se v hlavním hřebeni kriváňské části pohoří mezi vrcholy Pekelník (1609 m) na jihovýchodě a Malý Kriváň (1671 m) na jihozápadě. Od Pekelníku je oddělena sedlem Bublen (1510 m), od Malého Kriváně Sedlem Koniarok (1436 m). Z východního předvrcholu vybíhá k severu významný boční hřeben zakončený až skalnatým masivem Sokolie (1172 m). Další boční hřeben vybíhající z hlavního vrcholu směrem na severozápad se za vrcholem Hole (1466 m) dělí na dvě větve: severní, která pokračuje přes Sedlo na Koni (1170 m) k vrcholu Dlhý vrch (1016 m), a západní, která pokračuje přes vrcholy Kuriková (1102 m), kde se láme k severozápadu, a Vysoký vrch (1050 m) k vrcholu Kykula (953 m). Severní svahy spadají do závěru doliny Veľká Bránica (kde se rozkládá Národní přírodní rezervace Veľká Bránica), severovýchodní do Vrátne doliny, západní do Belianske doliny (kde se rozkládá Národní přírodní rezervace Prípor) a jižní do doliny Studenec. Koniarky jsou jediným vrcholem v hlavním hřebeni, přes který neprochází červená hřebenová trasa, jenž horu traversuje po jižním úbočí (pramen).

## Přístup
- po zelené  značce ze sedla Bublen nebo ze Sedla na Koni

## Externí odkazy

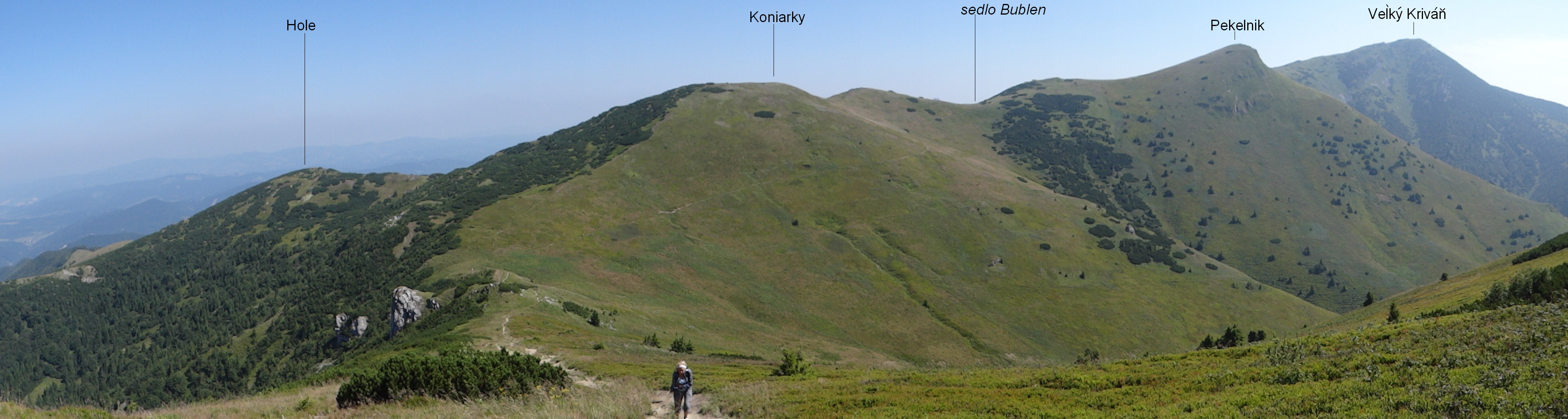
Koniarky od jihozápadu